# 頭山満
頭山 満（とうやま みつる、安政2年4月12日（1855年5月27日） - 昭和19年（1944年）10月5日、幼名：乙次郎）は、日本の右翼・国家主義者、アジア主義者、西日本新聞の前身の一つである福陵新報の創業者。号は立雲。
1878年に板垣退助の影響で自由民権運動に参加して国会開設運動を行い、向陽社（のち共愛会）を創設したが、1881年に国会開設の詔勅が出ると共愛会を玄洋社と改名し、自由民権論から離れて国権伸張を主張し、大アジア主義を唱導するようになり、朝鮮で日本人団体天佑侠や国内で黒龍会の設立にも関係し、日本に亡命してきたアジアの多く民族主義活動家を支援した。玄洋社の中心人物として対外強硬論を主張し続け、孫文の中国での革命運動の支援や韓国併合などを推進した。

## 概略
頭山満が組織した玄洋社は、日本における民間の国家主義運動の草分け的存在であり、後の愛国主義団体や右翼団体に道を開いたとされる。また、教え子の内田良平の奨めで黒龍会顧問となり孫文とともに中国同盟会も設立し、大陸浪人にも影響力を及ぼす右翼の巨頭・黒幕的存在と見られた。一方で、中江兆民や吉野作造などの民権運動家や、遠縁のアナキストの伊藤野枝や大杉栄とも交流があった。鳥尾小弥太、犬養毅、広田弘毅、中野正剛など政界にも広い人脈を持ち、実業家（新聞社代表）や民族的活動を支援する篤志家としての側面も持っていた。
条約改正交渉に関しては、一貫して強硬姿勢の主張をおこない、また、早い時期から日本の海外進出を訴え、対露同志会に加わって日露戦争開戦論を主張した。同時に、中国の孫文や蔣介石、インドのラス・ビハリ・ボース、ベトナムのファン・ボイ・チャウ、朝鮮の金玉均など、日本に亡命したアジア各地の民族主義者・独立運動家への援助を積極的に行った。

## 生涯

### 初期の経歴

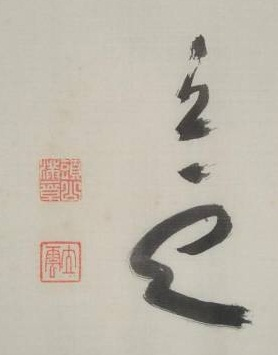
頭山満の署名「立雲」

安政2年（1855年）4月12日、筑前国早良郡西新町の福岡藩士・筒井亀策の三男として生まれる。幼名は乙次郎（おとじろう）。のちに鎮西八郎為朝にあやかって、自ら八郎と名を改める。13歳の時には、太宰府天満宮の「満」から名前を授かって筒井満と改める。1871年、16歳の時に、父の従弟の山本兵蔵の養子となり、山本に姓をあらためるが、しばらくして実家に戻る。1873年の春に、男手のなかった母方の頭山家に当時3歳だった娘の峰尾の婿として迎え入れられ、頭山に姓を改める。なお、頭山が峰尾と正式に結婚するのは、1885年頭山が30歳になってからである。筒井家は福岡藩百石取りの馬廻役であったものの、家計は苦しかった。町でサツマイモを売り歩く貧しい少年時代をすごす。「小さいときから記憶力が強くて物事を語ることが鋭敏」だったと言われている。幼少期に桜田義士伝の講談に連れて行かれた際に、家に帰ってから最初から最後までを人名とともに説明してみせた、という記憶力の良さを示すエピソードが伝わる。慶応元年（1865年）、11歳の時に「楠木正成のような人物になりたい」という思いから生家の庭に植えたクスノキが、現在も生家跡（現・西新エルモールプラリバ）北側の西新緑地に残る。
16歳の時、福岡藩の勤皇派の流れを汲む、男装の女医（眼科医）で儒学者の高場乱（たかば おさむ）が開いていた興志塾（高場塾、人参塾とも）に入門する。初めは眼病を患い治療のために高場のもとに訪れたが、治療のために通っているうちにこの塾の話を高場に聞かされ興味を持ったことが、入塾のきっかけだった。興志塾は他の塾では断られるような乱暴な少年たちを好んで入門させており、腕白少年たちの巣窟と言われていた。頭山はここで進藤喜平太、箱田六輔ら後の玄洋社の創設メンバーと出会う。頭山は晩年、当時のことを「教えは徹頭徹尾、実践だった」と回想している。頭山は、この興志塾で熱心に学問に取り組み、高場の代わりに浅見絅斎の『靖献遺言』を講義することもあった。この『靖献遺言』は、中国及び日本の中心や義士の遺文や略伝、行状を載せたものであり、幕末の尊王倒幕の思想に大きな影響を与えたといわれている。『靖献遺言』をはじめとしてこの時期に学んだ文献によって、頭山の思想的基盤が形作られたとみられている。
頭山が興志塾で学んでいた頃、板垣退助らを中心として全国的に自由民権運動が盛んになっていた。1874年の愛国公党の結成を経て、板垣は1875年2月に大阪で愛国社を結成する。この結成大会には興志塾出身の武部小四郎と越知彦四郎が参加しており、同年の8月には福岡に戻り、武部を社長とする矯志社（きょうししゃ）、越知を社長とする強忍社（きょうにんしゃ）、箱田六輔を社長とする堅志社（けんししゃ）を設立した。頭山はこのうちの矯志社の社員となった。
1874年の佐賀の乱をはじめとして、明治9年（1876年）には神風連の乱、秋月の乱などの不平士族の反乱が相次いで起こった。続いて同年、頭山らの矯志社とつながりの深かった前原一誠が萩の乱を起こしたが、この反乱に呼応して矯志社が決起することはなかった。しかし、矯志社は以前から警察当局に警戒されており、同年11月に矯志社の社員でもあった箱田が家宅捜査を受けると、社内で議論されていた大久保利通襲撃を示す文書が見つかり箱田が逮捕される。この逮捕が不当であると抗議するために頭山らは警察に赴くがそのまま拘束され、投獄された。初めは福岡の牢獄に入れられていたが、後に萩に移送された。翌年の西南戦争は獄中で知ることになる。西南戦争時には、約500名の旧福岡藩士も呼応して決起（福岡の変）し、武部や越知がこの中心であった。彼らと同じように、尊敬する西郷隆盛とともに戦えなかった頭山らの悔しい思いが、玄洋社の原点になっている。頭山らが釈放されたのは、皮肉にも西郷が自刃した9月24日であった。頭山らは福岡に戻り、海の中道の土地を官有地の払い下げで手に入れる。開墾社を創設して、山林を伐採してその木材を販売し、田畑を開墾して自給自足の生活を送りながら心身の鍛錬に励み、来るべき時に備える日々を送った。しかしこの生活も一年半で金銭的に行き詰まった。

### 自由民権運動への参加

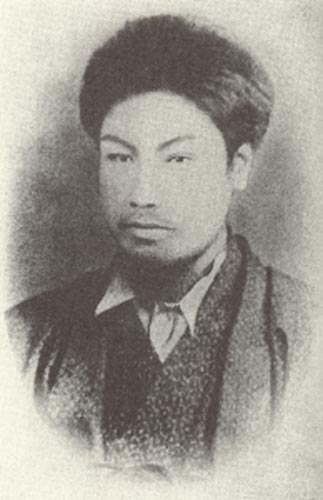
25歳の頭山　1880年ごろ

西南戦争の翌年の明治11年（1878年）5月14日、大久保利通が暗殺される（紀尾井坂の変）。西郷討伐の中心人物の死を受け、板垣退助が西郷隆盛に続いて決起することを期待して頭山は高知に旅立つ。しかし、板垣は血気にはやる頭山を諭し、言論による戦いを主張する。これをきっかけに自由民権運動に参画した頭山は、板垣が興した立志社集会で初めて演説を体験し、植木枝盛ら民権運動家と交流を結ぶ。
高知から福岡に戻った頭山は福岡の街の不良たちを集め、12月に向陽社を結成し、力づくで地元炭鉱労働者の不満や反発を抑えるようになる。このときも興志塾、開墾社時代からの仲間である進藤喜平太（第二代玄洋社社長）、箱田六輔（第四代社長）が行動をともにし、箱田が向陽社の初代社長となった。翌年1月には、福岡の豪商たちの支援を受けて向陽義塾を開校した。一方で、この時期は日清の対立が表面化した時でもあり、血気盛んな向陽社では、「討清義勇軍」の募集を行い武道の訓練を熱心に行ったと記録されている。子分に気前良く金を与え「スラムの帝王｣として知られるようになると地元の政治家達もその暴力に一目おくようになる。

### 玄洋社

#### 設立
玄洋社は、自由民権運動の結社であった向陽社を改名して結成された。成立年については諸説があり、大正時代に書かれた『玄洋社社史』では明治14年（1881年）2月となっているが、それ以前の活動の記録が残っており、最近では明治12年（1879年）12月成立という研究結果もある。社員は61名。自由民権運動を目的とした結社であり、また誰もが例外なく西郷隆盛を敬慕しており、束縛がなくきわめて自由な組織だったと言われている。このなかから、異彩を放つ人材が次々と輩出され、近代史に足跡を残していくことになる。箱田六輔（30歳）・平岡浩太郎（29歳）・頭山満（25歳）は「玄洋社三傑」と称された。

#### 憲則三条
結成の届け出の際に示された玄洋社の基本精神である「憲則三条」は次の通りである。
- 第一条 皇室を敬戴すべし。
- 第二条 本国を愛重すべし。
- 第三条 人民の権利を固守すべし。

### 資金源
今日の利権右翼のあり様を作った人物とみられている。よく知られるものとしては、炭鉱利権を獲得、それを転売するという形で巨額の収益をあげている。頭山の同志である杉山茂丸の息子である夢野久作の『犬神博士』により、藩閥政府や警察に対抗して地元資本のために抗争したという誤解も多いが、『犬神博士』が史実に反することはつとに知られている。のちに、頭山は長州閥の山形有朋への反対運動も行っているが、初期において玄洋社が幕末の尊攘運動からのつながりで肥後出身の安場保和の福岡県知事（福岡県警察のボスである）への招請に成功、地元ヤクザ組織とのいくつもの地元の炭鉱利権獲得をめぐる抗争に警察の後押しで勝利、これを転売して莫大な収益をあげている。薩摩閥の松方正義内閣の選挙干渉においても安場に協力、福岡県では高知・佐賀両県につぐ多数の死傷者を出している。のちには北海道の夕張炭鉱の転売でも収益をあげている。また、朝日新聞の右翼対策を引き受けていた。他に、主婦の友社が右翼団体に恐喝された事件では、主婦の友社側の依頼で仲裁をおこなっている。犬養毅の孫娘である犬養道子によれば、晩年の頭山には冬でも浴衣だけの子分らが抜き身の日本刀を所持してそばを固めていたといい、右翼の巨頭というよりは今日の暴力団かヤクザのボスにイメージが近い。また、幕末の動乱の中で暗殺された国学者の塙忠宝は倒幕の志士であった伊藤博文に暗殺されたとみられているが、1907年、忠宝の孫である塙忠雄が塙徳。忠宝らの回顧祭式典に伊藤の息子である伊藤博邦を招待しようとしたところ、博邦から自分には関りないと断られたことに憤激、私財を処分して金銭を作り頭山に博邦暗殺を依頼しようとした、との話が伝わる（仲裁に立つ人がいて、事なきをえる。）。

### 政党政治時代
明治13年（1880年）5月に、頭山は福岡から徒歩で東京に向かい、早稲田の近くに一軒家を借りて住み始めた。7月初めには東北地方に行脚の旅に出て、福島の河野広中はじめ多くの民権運動家と出会った。明治14年（1881年）、政府は国会開設の詔を発布し、九年後の国会開設を決定した。自由民権運動は軌道に乗り、板垣退助は自由党を結成して政党政治の時代に移行する。九州でも民権派が結束して九州改進党が発足し、玄洋社にも誘いが来た。しかし、党利党略に明け暮れる運動家たちを嫌った頭山は加盟を見合わせ、玄洋社の面々は各自の事業に専念するようになる。『玄洋社社史』は当時の様子を「頭山は平尾の山荘にあって社員らと農業にいそしみ、箱田は養蚕を業とし、平岡は鉱業に専念する」と伝えている。

#### 金玉均と朝鮮独立党支援
明治17年（1884年）12月6日、朝鮮で日本と結んで自国の近代化を目指した金玉均が率いる独立党によるクーデター（甲申政変）が起こるが、清軍の介入により三日間で失敗に終わった。
頭山は翌年、半島から長崎にたどり着いた金玉均と神戸の西村旅館で会い、支援のため当時の金で500円（2020年現在の価値で約1,000万円程度）という大金を渡した。
1894年３月、金玉均は日本にいた朝鮮人洪鐘宇の勧めと付き添いで、朝鮮の閔氏政権打倒運動のために清朝中国にわたるが、その洪により金玉均は上海に到着するや直後に暗殺される。当時の新聞報道によれば、洪鐘宇は、日本の開化を見て1886年日本に遊学、やがて朝日新聞で植字工として勤めた後、これを辞めて自由党の土佐派に近づいて民権活動を行い、さらに九州の有志の支援でフランスに遊学、事件前年に再び日本に戻っていた人物である。また、当時の頭山は自由党の板垣退助らと近い関係にあった。頭山は上海に行こうとする金玉均と直前に会っており、新聞等の直接取材に対してはたまたま神戸に居合わせたため会っただけで上海行きの理由については詳しく聞かなかった、金策のための彼自身の商談であったようだ、気を付けるようにと忠告した、上海行きの資金は洪が用立てたようだと語っていたが、実際には頭山と金玉均は綿密な打合せをしていた形跡があり、のちには、金は李鴻章と談判して朝鮮の要路に復帰する目的だったとも頭山は説明している。金玉均は慎重な人物で、清国行きにあたっても相当警戒していたようだが、事件直後に頭山はむしろ金自身は意気軒高で「虎穴に入らずんば虎子を得ず」と語っていたとしている。また、時事新報は上海行きの資金を用立てる便を図ったのは頭山であるらしいことを報じている。
金の暗殺により、頭山ら国権派は激しい反清朝宣伝を展開、これが国民の反清国感情を煽り、日本政府への圧力となり、かねてからの国権派の主張である日清戦争につながっていったとされる。また、この頃自由党では、もし朝鮮国王の勅書が事実であれば黙視できない、政府の処置次第では運動を興すべきとの議論が行われている。

#### 福陵新報創刊
明治20年（1887年）8月、頭山は『福陵新報』（九州日報の前身、現・西日本新聞）を創刊し、社長に就任した。玄洋社の中心的人物でありながらその社長になることすらなかった頭山が生涯で唯一持った肩書だった。紙面は活気に満ち売れ行きも順調であった。この時期に議論の的となったテーマは、不平等条約改正反対運動の盛り上がり、清国に対する敵愾心などである。

#### 箱田六輔との対立と変死
玄洋社は、本来自由民権運動の結社であったが、頭山満が国家主義的傾向を強めるに従い、民権主義者の箱田六輔と頭山満との間に対立が深まった。玄洋社に関する社史によれば、玄洋社は1886年に長崎に来航した清国艦隊の兵士らの乱暴狼藉をみて国権主義に転向したとするが、転向が明確となるのは箱田六輔の死後に進藤喜平太が社長となってからで、その直前に頭山と官吏党化に不満を持つ箱田との間で激論が起こっている。そのような中、1888年（明治21年）1月19日、箱田は急死する。死の模様もはっきりせず、頭山の孫の頭山統一は、箱田は割腹自殺をしたもので、頭山との対立により玄洋社混乱の責任をとったものだとしている。この俗説に疑念を持ち、調査した者によれば、地元福岡に建てられた顕彰碑には心臓病によるものとされていたが、そもそも本人は健康であったとして、なおも疑問としている。

#### 不平等条約改正問題
政党政治が始まった当時の日本で、最も関心が高かったテーマの一つが条約改正である。これは、幕末に結ばれた不平等条約を対等条約に改めようという政治課題であるが、実際に政府が作る改正案はいまだに諸外国の圧力に屈した内容であったため、自由民権運動の流れを汲む活動家たちは「改正反対」を声高に訴えていた。頭山は、その不平等条約改正反対運動のリーダー的存在であり、また民権主義を訴えるだけでは国家の存立は困難と考え自由民権運動とは一線を画す手法をとるようになっていた。明治22年（1889年）10月18日、首相・黒田清隆が「改正を断行する」と閣議で発言したのを受けて、改正交渉の責任者であった外相・大隈重信が外務省門前で爆弾を投げ付けられて右脚切断の重傷を負う事件が起きた。犯人は玄洋社にいた来島恒喜であり、護衛の警官らが直ちに捕えようとしたが、その場で首を突いて自決した。爆弾は頭山が人を介して提供させたという。来島は周囲に累を及ぼさないよう、養子先の戸籍を外れて来島姓に復し、玄洋社をやめていた。見届け役であったのか、事件前から同行していた月成勲が拘束された他、元玄洋社社員の犯行だと判明するや同社で頭山をはじめ多数検挙者が出たものの、頭山は即日放免された。この事件で黒田内閣は瓦解、条約改正交渉も白紙に戻った。この頃の玄洋社は一時の勢を失っていたとも伝えられるが、この事件により頭山と玄洋社の名は全国に一挙に広まり、威信を取り戻し、政界への影響力が増したとされる。

#### 選挙干渉
明治23年（1890年）7月、第1回衆議院議員総選挙が行われ、政府側は敗北した。日清戦争に向けての軍備拡大を進める政府の予算案は、第一回の議会では土佐派の切り崩しで辛うじて通過したが、翌年の議会では否決される形勢となった。そこで首相・松方正義は衆議院を解散するとともに、次の選挙での民党の締め付けを行った。これが明治25年（1892年）の選挙干渉であり、民党支持者に対して買収や脅迫が公然と繰り広げられ、時には警官までもが動員された。玄洋社も選挙干渉への協力を求められ、その実行者となった。ある地域では、玄洋社の者が徒党を組んで徘徊、家の玄関の戸板に片端から鳶口を叩きつけ穴を開けて回る（民権派に投票したと自分らが疑った場合には、家族らがこの戸板と同様な目にあうぞという脅し）という有様であった。福岡県では高知・佐賀両県に次ぐ死者3名、負傷者65名の多数の犠牲者が出たことを警察も認めているが、内務省自身も認める全国的な傾向として実数はもっと多いとも考えられる。
しかし大規模な選挙干渉にもかかわらず、第2回衆議院議員総選挙も政府側の敗北に終わった。士族出身者の多い吏党への農民・商人らの反感も強かった。その後しばらく、玄洋社は勢力復活のために他地域の国権主義結社との協力連合を模索する等していたが、結局、政治結社としての活動を縮小し、アジア主義への道を歩み始める。

#### 高田早苗衆院議員襲撃事件
玄洋社の山崎和三郎ら３人（他に同行者１人）が読売新聞主筆で衆院議員（改進党）の高田早苗を路上で仕込み杖で襲撃、重傷を負わせたものの抵抗にあい逃走した。改進党によれば、事件前夜には同党有力議員数名が殺害予告の脅迫電報を受けていたといい、事件後に同党の島田三郎は彼らの暗殺計画があるらしいとの通報もあったことを衆議院で報告した。また、事件日には、やはり改進党の田中正造邸を壮士が訪問してきたが不在と聞いて帰るなどの不審事件が起きている。さらに、当時の改進新聞は高田早苗襲撃前夜に頭山満、麹町警察署長らが集まり、密議を凝らしていたらしいとの情報があることを報じている。
襲撃者２名は警察に出頭、動機を読売新聞が、長崎で美服を着ていた頭山が鹿児島に着くとことさら粗末な服に着替え羽織の紐にはわざわざ藁を使ったことを鹿児島人士に見透かされ嘲られたとする記事を書いたため、たびたび談判しようとしたが果たせず当日ついに路上で話をするに至ったものの取り合われず憤激した結果と主張したが、読売新聞はもともと彼らが談判を求めていた形跡もなく当日も全くいきなりの襲撃であったことを被害者・車夫ともに一致して直後の警察の事情聴取に別々に回答していることを報じている。残る襲撃者の一人は頭山邸に匿われていた。また、その頭山にも召喚状が出たが、頭山は病気との診断書を出してこれを延期しようとしたものの、結局、逃れきれず、代わりに仕込み杖を携えた壮士30数名を引き連れて出頭したという。

### 孫文と頭山
明治28年（1895年）、日清戦争の終結後、広州での武装蜂起を企てた孫文が、密告されたため頓挫し日本に亡命した。孫文は明治30年（1897年）、宮崎滔天の紹介によって頭山と出会い、頭山を通じて平岡浩太郎から東京での活動費と生活費の援助を受けることになった。また、住居である早稲田鶴巻町の2千平方メートルの屋敷は犬養毅が斡旋した。
明治32年（1899年）、義和団の乱が発生し、翌年、孫文は恵州で再度挙兵するが失敗に終わった。
1911年（明治44年）10月10日に辛亥革命が勃発したあとの12月25日、頭山は犬養毅の後を追って上海へ出発したが、その際に記者に対し、犬養と孫文とは上海で偶然会うだけであると強調したほか、「武器弾薬ドッサリの他に、一千万円のお土産があるとは耳よりじゃないか」と述べている。翌年1月1日、辛亥革命が成功し、孫文が中華民国臨時政府の臨時大総統に就任した。
その後、袁世凱に大総統の座を譲った孫文は、大正2年（1913年）の春に前大総統として来日し各地で熱烈な大歓迎を受け、福岡の玄洋社や熊本の宮崎滔天の生家にも立ち寄った。このとき既に頭山は袁世凱の動向を強く懸念していたというが、その予言通り袁世凱と争って破れた孫文は、再び日本への亡命を余儀なくされた。日本政府は袁世凱支持に回っていたため孫文の入国を認めない方針をとっていたが、頭山は犬養を通じて山本権兵衛首相に交渉し、亡命を認めさせた。孫文が匿われたのは霊南坂（現港区）にあった頭山邸の隣家である。

### アジア主義とその挫折

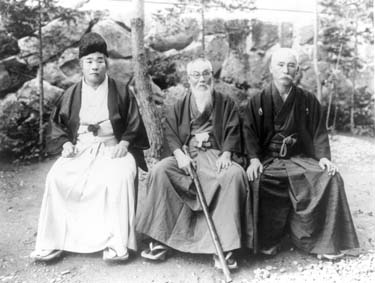
左から、出口王仁三郎、頭山、内田良平

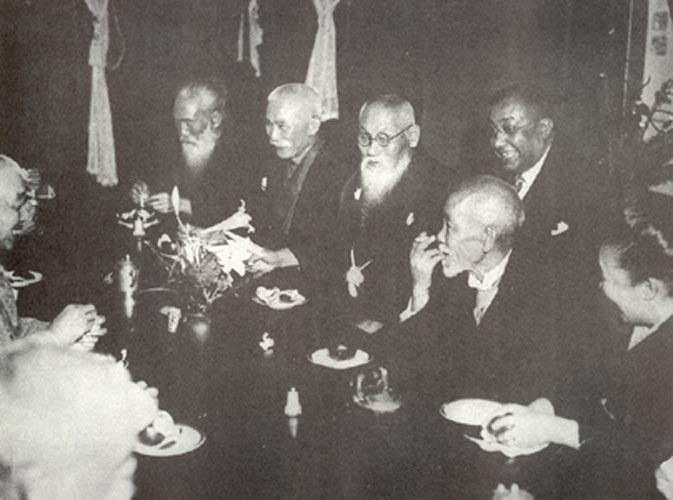
「ラス・ビハリ・ボース氏謝恩の会」（1915年）テーブルの向こう側中央が頭山、そのうしろがボース、手前が犬養

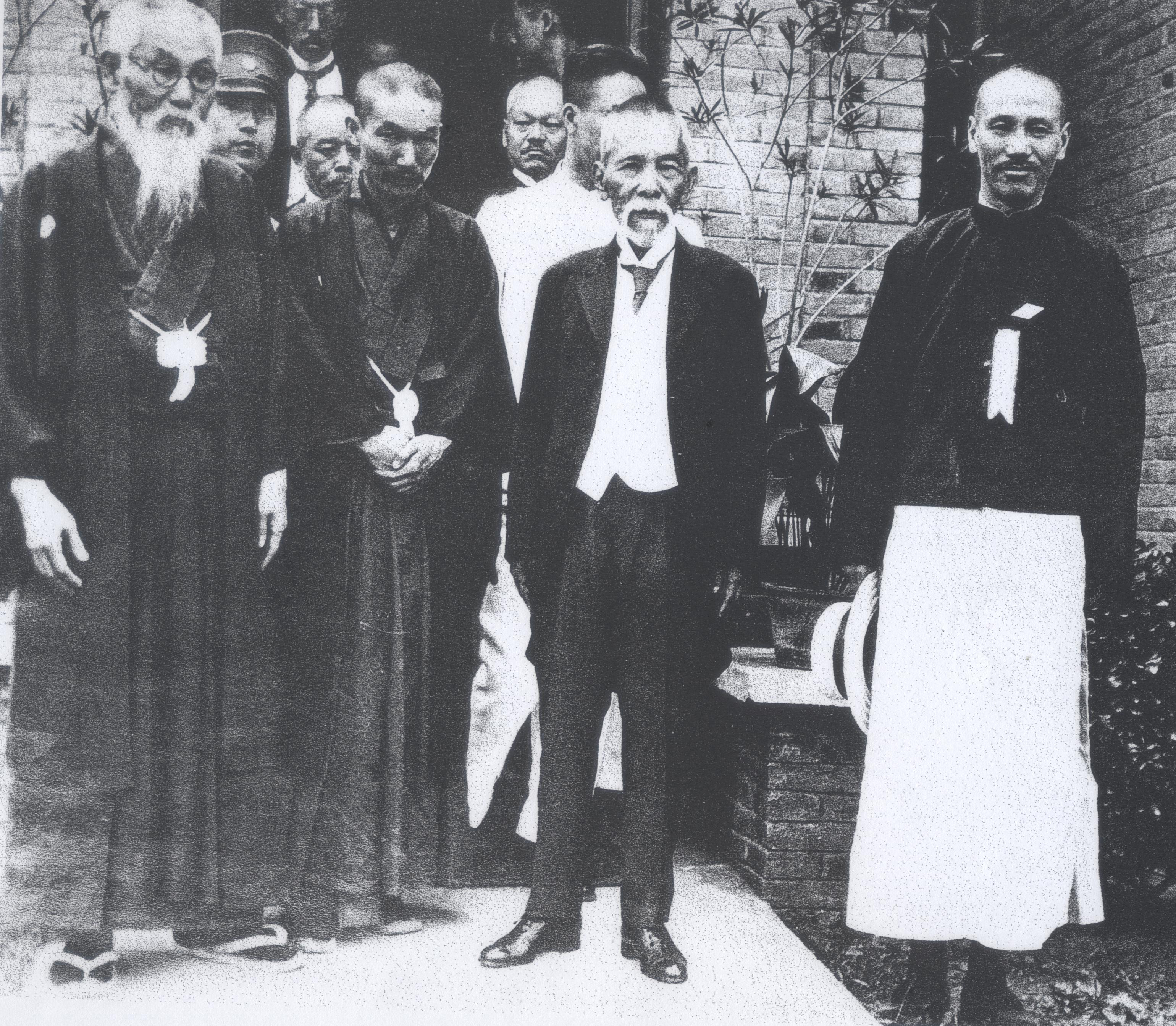
頭山（左）と犬養毅（中央）のもとを訪れる蔣介石（右） 1929年

明治35年（1902年）、欧米列強による清の半植民地化が加速し、日本とロシアの対立が鮮明になるなか、日本は対ロシア戦略のもとに日英同盟を締結し、頭山も対露同志会を設立した。明治37年（1904年）、日露戦争が勃発すると玄洋社は若者を中心に満洲義軍を結成、参謀本部の協力を得て満州の馬賊を組織し、ロシア軍の背後を撹乱するゲリラ戦を展開した。
玄洋社は孫文の革命運動への支援と並行して、明治43年（1910年）の日韓併合にも暗躍したとされている。杉山茂丸や内田良平などの社員もしくは250余名の関係者が日韓の連携のために奔走したのは事実だが、玄洋社が目指していたのは植民地化ではなく、「合邦」という理想主義的な形態だったと見られている。「合邦」の詳細については定かではないが、内田は現実の日韓併合に対して憤激しており、初めは協力的だった玄洋社と日本政府の関係は後に大きく離間していった。
大正4年（1915年）、頭山は孫文の仲介により、インドの独立運動家ラス・ビハリ・ボースと会談し、支援を決意した。当時のラス・ビハリ・ボースはイギリス領インド帝国の植民地政府から追われ日本へ亡命していたものの、イギリス政府および植民地政府から要請を受けていた日本政府によって、国外退去命令を受けていた身であった。
並行して日本国内では、1919年11月、河合徳三郎、梅津勘兵衛、倉持直吉、青山広吉、篠信太郎、西村伊三郎、中安信三郎を中心とし、原内閣の内務大臣・床次竹二郎（立憲政友会）を世話役に、伯爵大木遠吉を総裁、村野常右衛門を会長、中安信三郎を理事長として、会員数60万と称する大日本国粹会を立ち上げた。
またボースの紹介により、当時のインドの独立運動家で、アフガニスタン首長国にインド臨時政府を樹立していたマヘンドラ・プラタップにも会った。大正12年（1923年）、頭山は来日したプラタップの歓迎会を開き、援助を約束した。そして、アフガニスタンが統一されると「わが明治維新の当時を想わしむ」との賀詞をアフガニスタン首長に送った。
頭山はこのような独立支援の対象をフィリピン、ベトナム、エチオピアなど当時アメリカやフランス、イタリアなどの列強の帝国主義の元にひれ伏していた地にも拡大していった。
大正13年（1924年）11月、孫文は最後の日本訪問を行い、神戸で頭山と会見した。日本軍の中国東北部への侵攻により日中関係が憂慮すべき事態となっているのを受けての会談であったが、孫文が撤退への働きかけを申し入れたのに対し、日本の拡大がアジアの安定につながると真摯に考えていた頭山はこれを断った。会見の翌日、孫文は「大亜細亜問題」と題する講演を行い、その4ヵ月後に病没した。
翌年、孫文の後継者として蔣介石が中華民国の国民軍総司令官に就任したが、その2年後には下野して頭山を頼って来日し、孫文と同様に頭山邸の隣家で起居する。後に蔣介石は、頭山らに激励を受けて帰国し、孫文の宿願であった北伐を成功させる。昭和4年（1929年）、南京の中山稜で行われた孫文の英霊奉安祭に、頭山は犬養毅とともに日本を代表して出席している。
昭和7年（1932年）の関東軍の主導による満洲国建国は、頭山の理想とは大きくかけ離れていた。昭和10年（1935年）、来日した満洲国皇帝溥儀の公式晩さん会への招待を、頭山は「気が進まない」との理由で断わっている。

### 中村屋の娘とボースの結婚の媒酌
インド独立運動に携わっていたラス・ビハリ・ボースは同じ活動家のグプタらとともに新宿の中村屋の相馬愛蔵・黒光夫妻のもとで匿われることになる。これは外国人の出入りが多く目立たないであろうという相馬愛蔵のアイデアであったというが、これを言ったとき、愛蔵は深く考えていったものではなかったとされる。しかし、グプタは馴染めず出奔、また、英国政府側は探偵社を雇って彼らの行方を追及していたため、ボースも中村屋を出て行方を転々とする生活に入る。が、ボースは賞金を懸けられていながら女郎屋通いがやめられなかった。憂慮した頭山は、英語を話せることから連絡係を務めていた相馬夫妻の長女・俊子と結婚させることを提案、相馬夫妻も了承し、頭山が親代わりとなって媒酌、後藤新平・犬養毅も立ち会って結婚が行われた。のちの相馬黒光の回想では、本人の意思を確認し了承していたことが述べられているが、娘が親の言うまま結婚しなければならない時代のことで、他に第三者の証言もなく、確かなことは分らない。というのは、直後からボース夫婦は英側の追及を避けるため夜のうちに引っ越し数年間で17回も転居するような生活を送しなければならず、その後、ドイツ敗戦により外国勢力のインド独立支援もなくなり英国のボース追及も緩んだために、定居を定め一男一女を成したが、日英同盟が1923年8月に正式失効する直前の時期までボースは日本国籍を取得することはなく、一家の法的に不安定な状態は続いた。1925年に俊子は肺炎で亡くなっていて、転居時代の生活が俊子の健康を損なったことが一因ともされている。

### 血盟団事件との関わり
1932年3月、血盟団事件の井上日召を東京の私邸に匿う。警視庁にもこの情報は判明したが、当時の警察の武装はせいぜいサーベル程度で、頭山の抱える多数の壮士らの持つ日本刀とさほど変わりなく、また、後々の報復の怖れも考えれば、当時の頭山は警察といえども容易に手を出せない存在であった。結局、警視庁は周りを逃げ出せないよう取り囲み、圧力をかけ続けて、井上を出頭させた。このとき、司法当局と取引があったのではないかという見方もあり、警視庁では取調べにあたって井上にコーヒーを出し鰻丼を出すなどしている。なお、井上は1930年頃に九州を旅行した際、土地の有力者から資金数千円の援助を受けたと取調で供述したことが報じられている。

### 犬養毅暗殺をめぐって
1932年5月15日、犬養毅が暗殺される。犬養は、頭山の政治面で莫逆の友といわれた人物である。しかし、頭山は血盟団首領の井上日召らを匿っているが、血盟団の暗殺リストには、犬養も入っていた。また、頭山の右翼部分を引き継いだ三男の頭山秀三（長男は病弱のため引き継がず）が、武器を容易には持ち出せない海軍青年将校のために拳銃数丁を提供、これが暗殺に使用されている。海軍青年将校らはその前々日5月13日に犬養暗殺を決定したとされているが、犬養毅の妻である千代子は、のちに孫娘の犬養道子に、当時の様子からこの13日には頭山は暗殺計画を知っていたようだと語っている。青年将校らが押しかけて来た時、逃げるよう促す警護の者に対し、犬養は「逃げない、（青年将校らと）会おう」と言っている。青年将校らは談判に来るだけだと頭山が犬養を騙して罠にかけた可能性もあるが、犬養毅の妻の千代子は裏社会の仁義か何かで頭山は暗殺計画を犬養に知らせず、逆に、孫の道子は犬養は暗殺計画を知らされても逃げないことにしたのだろうという、なにか任侠ドラマにでもあるような解釈をしている。

### スタルヒンの野球チームへの獲得
読売巨人軍の大投手として名を馳せたスタルヒンは、もともと旭川中学（旧制）の野球部にいた選手で、彼の活躍で旭川中学野球部は2年連続で北海道大会決勝に進み、1934年には今度こそ甲子園に行けると旭川市民の期待が高まっていた。ところが、その頃、日米野球対抗戦のために野球チーム「全日本軍」（のちの読売巨人軍の前身）結成の話が生じていた。新聞社は本人の同意もなくスタルヒンが全日本軍入りすると前宣伝、執拗に報じていた。そもそも当時は野球が職業として成り立つかさえ、まだ分からない時期のことである。旭川の市民からはこれに反発、「スタルヒンを全日本軍に取られるな」「スタルヒンの旭川流失を許すな」との声が沸き起り、野球チームのスタルヒン獲得のために頭山満が乗り出す騒ぎとなった。この頃、正力のために暗躍していた右翼活動家の森伝が頭山満の委任状を得て、弟分の秋本元男（大輝丸事件の参謀格であった前歴を持つ）を旭川に送り込み、秋本が旭川中学の野球部監督を脅迫、旭川市民の有志らがスタルヒン母子を匿って抵抗する事態となった。しかし、前年、スタルヒンの父は、自身の経営するミルクホールの女性従業員がボリシェビキを支持するような発言をしたことから怒って殺害、懲役８年の実刑に服していた。秋本は、スタルヒン母子の身元保証人となっていた早稲田の後輩に保証人を降りさせ、このままであれば白系ロシアの難民で無国籍者であるスタルヒン一家は国外追放されるだろう、それを避けるには頭山の後ろ盾を受けるしかないと、頭山の委任状をちらつかせて脅迫した。その結果、スタルヒンは旭川中学を中退すらして、野球部仲間に別れを告げることさえ出来ないまま、スタルヒンの母子は夜逃げ同然に旭川を発ち東京へ去ることになった。

### 板垣会館建設に盡力
昭和10年（1935年）、頭山満は、板垣退助の生家である高知市・高野寺に板垣会館を建設せんとする谷信讃らの活動に賛同し、近衛文麿、尾崎行雄、望月圭介、岡崎邦輔、安達謙蔵、小久保喜七、国沢新兵衛、菅原傳、日野国明、泊武治らと共に「板垣会館建設準備会」の顧問に就任。頭山は東京角力協会に協力を要請。さらにこの活動を円滑に進めるため、翌年（1936年）、望月圭介、胎中楠右衛門らと「板垣会館寄附相撲後援会」を組織し、各界の名士113名を集めた。この結果、東京角力協会は会館建設に協力し、春場所終了後にあたる昭和11年（1936年）6月5日に「板垣会館建設寄附興行」を行い興行収入を寄附した。また、京都では第三高等学校校長・森氏が協力を表明、大阪では当時、大阪朝日新聞社に勤務していた久琢磨が協力を表明。さらに頭山の意を受けて天龍関が「板垣伯報恩相撲」に賛同の意向を表明した為、琢磨は大阪朝日新聞社の一室に「板垣会館寄附相撲後援会」の事務局を設け、東京に次いで大阪でも「板垣会館建設寄附興行」を行えるよう協力を請う。その結果、昭和12年（1937年）1月17日、梅田阪急百貨店横に特設された土俵で「板垣伯報恩相撲」が興行された。同年4月6日に挙行された板垣会館の落成式に頭山は来賓として臨席。「板垣會館」の扁額を揮毫し、刀剣を奉納した。

#### 幻に終わった日中和平会談
日中戦争(支那事変)が勃発した昭和12年（1937年）通州事件が起き、当時の首相・近衛文麿は、父の近衛篤麿や外相・広田弘毅と親密な関係だった頭山を内閣参議に起用する計画を立てた。その上で蔣介石と親しい頭山を中華民国に派遣し、和平の糸口をつかもうとした。
近衛から打診をうけた頭山は内諾したが、頭山を「市井の無頼漢に毛の生えたもの」と見ていた内大臣・湯浅倉平（元警視総監・内務次官）が参議起用に反対したため実現しなかった。
戦争が長期化し、日英米関係も悪化していた昭和16年（1941年）9月、頭山は東久邇宮稔彦王から蔣介石との和平会談を試みるよう依頼される。頭山は、玄洋社社員で朝日新聞社主筆の緒方竹虎に蔣介石との連絡をとらせ、「頭山となら会ってもよい」との返事を受け取った。
これを受けて東久邇宮が首相・東條英機に飛行機の手配を依頼したところ、「勝手なことをしてもらっては困る」と拒絶され、会談は幻となった。東久邇宮はこの時の事を「頭山翁は、衰運に乗じてその領土を盗むようなことが非常に嫌いで、朝鮮の併合も反対、満洲事変も不賛成、日華事変に対しては、心から憤っていた。翁の口から蔣介石に国際平和の提言をすすめてもらうことを考えた」と書き残している（東久邇宮著『私の記録』）。

### 晩年

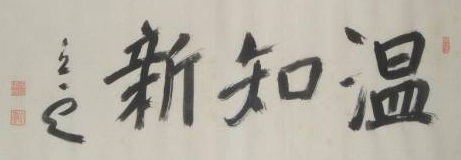
頭山満の揮毫「温知新」

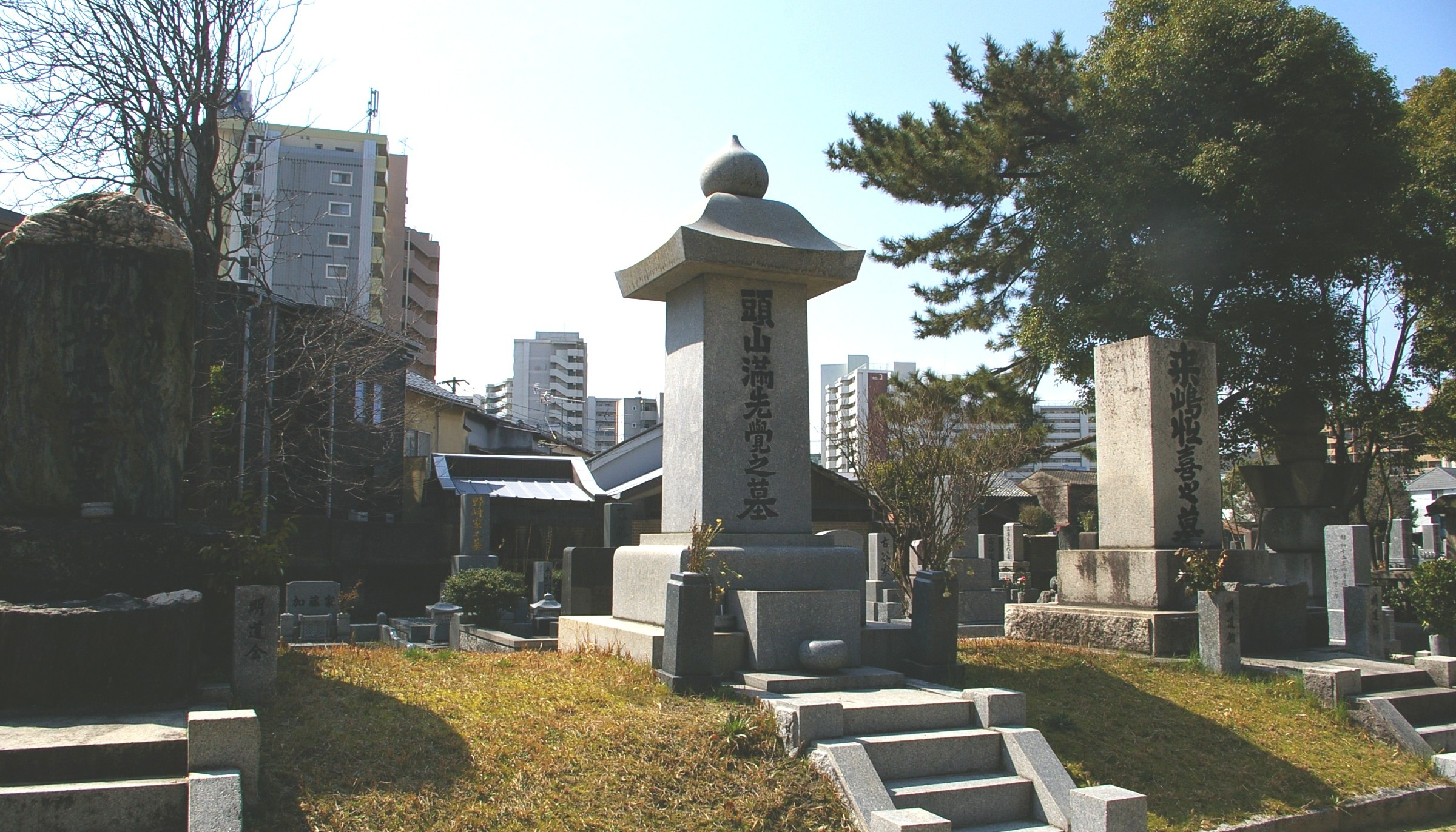
頭山満先覚之墓 (福岡市)

頭山は静岡県御殿場の富士山を望む山荘で、第二次世界大戦末期の昭和19年（1944年）10月5日、89年の生涯を閉じた。
晩年は、揮毫をすることと囲碁を楽しむことを日課として静かに過ごしていた。頭山は長年にわたり囲碁界の後援者であり、本因坊秀栄らを後援。また、秀栄と金玉均とをひきあわせた。
倒れたのは室で碁盤に向かっている時であった。存命中は常々、「おれの一生は大風の吹いたあとのようなもの。何も残らん」と語っていた。葬儀委員長は元総理の広田弘毅がつとめた。
頭山家の菩提寺である圓應寺と博多・崇福寺の玄洋社墓地にも墓はあるが東京青山霊園にも墓があり、その同じ墓所の隣には交通事故死した三男の頭山秀三の墓がある。

## 略年表
- 安政 2年（1855年）誕生
- 明治 9年（1876年）萩の乱に連座し箱田六輔らとともに投獄される
- 明治11年（1878年）土佐に板垣退助を訪ねて自由民権運動に目覚め、向陽社を設立
- 明治12年（1879年）向陽社を玄洋社と改名、平岡浩太郎が初代社長に就任
- 明治18年（1885年）神戸で金玉均と出会う。峰尾と結婚
- 明治20年（1887年）全国有志懇談会で中江兆民と出会う。福陵新報創刊
- 明治22年（1889年）来島恒喜が大隈重信を襲撃
- 明治25年（1892年）選挙干渉に協力
- 明治30年（1897年）孫文と出会う
- 明治37年（1904年）日露戦争勃発を受けて満洲義軍を結成
- 明治43年（1910年）日韓併合
- 明治45年（1912年）犬養毅と辛亥革命後の中国へ渡る
- 大正4年 （1915年）日本に亡命したラス・ビハリ・ボースと出会う
- 大正13年（1924年）孫文最後の来日、「大アジア主義」演説の前日神戸にて会談
- 大正15年（1926年）亡命中の蔣介石を匿う
- 昭和4年（1929年）12月8日、日光東照宮の板垣退助像建立の時には、除幕式で、板垣退助の門人代表（自由民権運動の直系後継者）として祝辞を述べている[76][77]。（日光の板垣像建立も参照）
- 昭和7年 （1932年）五・一五事件。満洲国建国
- 昭和12年（1937年）4月6日、板垣退助の生家高野寺の板垣会館建立落成式に来賓として参列のため来高[4]。「板垣會館」の扁額を揮毫し刀剣を奉納[5]。
- 昭和16年（1941年）東久邇宮の依頼で蔣介石との和平会談を模索するも実現せず
- 昭和19年（1944年）10月、御殿場にて死去

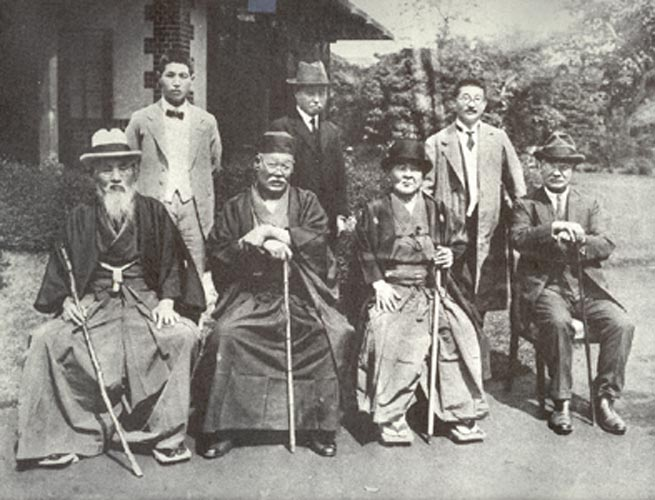
国士舘の設立を協議する有志　前列左から頭山満、野田卯太郎、渋沢栄一、徳富蘇峰、後列左から花田半助、渡辺海旭、柴田徳次郎

## 逸話
- 頭山は24歳の時、薩摩の西郷隆盛の旧宅を突然訪ね、「西郷先生に会いに来ました」と言った。「西郷はもう亡くなったよ」と家人が応じると、頭山は「いえ、西郷先生の身体は死んでもその精神は死にません。私は西郷先生の精神に会いに来たのです」と答えた。このときのことは西郷家で記録されている[要出典]。
- 頭山は金銭の使い惜しみをせず、このことが頭山の迫力・魅力を倍増させた。財源は玄洋社社員の事業収入もあったが、倒産覚悟で支援してくれる企業家も少なくなかった。頭山は、資産がある時は筑豊で4百万坪、夕張で1,500万坪の炭坑を所有していたといわれ、また「40万坪くらいの山はいくつもあって、2、3万円（現在の金額で1億以上）くらいで売っていた」と回想している。ただし、これらの資産を売却して得た現金は、もっぱら借金返済に充てられたため、手元に残ることはなかった。金はある時もあり、ない時は「全くない」という状態で、実際にはない時の方が多かったため、財政的にはいつも苦労していた[要出典]。
- ラス・ビハリ・ボースを自邸にかくまったとき、ある人が頭山に向かって、「そんなことをすると法律に背きます。縛られます」と言ったところ、頭山は「わしは法律というやつが嫌いでね。だいいち憲法というのは、わしの嫌いな伊藤公が書いたのだろう。それから細かい法律となると議員どもが作るのじゃないか。わしはそんなものに関係しないぞ」と答えたという[79]。
- 天下三名槍の一つ日本号の所有者だった。日本号は明治30年代に母里友諒（黒田節に唄われる逸話の主人公母里太兵衛から数えて十代目の当主）の甥・浦上某によって同家から持ちだされる。その後、旧福岡藩士出身の頭山満のもとに持ち込まれ千円で買い取られたが、後に頭山は日本号を侠客・大野仁平にタダで与えてしまう。大正7年（1918年）、大野仁平が亡くなると遺族は頭山に返却しようとしたが、頭山は与えたものだからと受け取らなかったという。
- 辛亥革命が勃発中の1911年12月25日の渡清前、記者に対し、「俺が犬養の後を追って渡清するのは、革命軍の後盾になるのだなどと言い触らすものがあるそうじゃが、そんな噂を立てられちゃ困るよ。犬養だって講和談判顧問などになるものか。全く俺は査察に行くのじゃ」、「俺が上海に着くのと前後して孫逸仙も同地に着くそうだが、俺や犬養との間に何か黙契があるのだと、お利口連は口やかましく言っておるが嘘じゃ。偶然出会うような訳になるのじゃ。孫は大分軍資を調達している様子だから革命軍は当分兵糧が続くかも知れぬ。何しろ武器弾薬ドッサリの他に、一千万円のお土産があるとは耳寄りじゃないか」と語った[80]。

## 著作
※近年の新版刊のみ 　
- 『大西郷遺訓』（土曜社、2019年）
- 『頭山翁清話』（土曜社、2024年）
- 『幕末三舟伝』（国書刊行会 2007年、島津書房 1999年）
- 『大西郷遺訓　立雲頭山満先生講評』（ｋ＆ｋプレス　2006年）
- 『アジア主義者たちの声（上） 玄洋社と黒竜会、あるいは行動的アジア主義の原点』

明治十年戦争の翌年の板垣退助との交渉、西郷隆盛と征韓論ほか
- 『頭山満直話集』薄田斬雲編著
- 『頭山満言志録』
- 『頭山満思想集成』、のち増補新版
- 『玄洋社怪人伝　頭山満とその一派』（以上、各書肆心水 2006-2016年）
- 『吉田松陰と長州五傑』伊藤痴遊・田中光顕と（国書刊行会 2015年）

## 親族
実家
- 実父：筒井亀策
- 実母：（旧姓 頭山）

自家
- 妻：峰尾

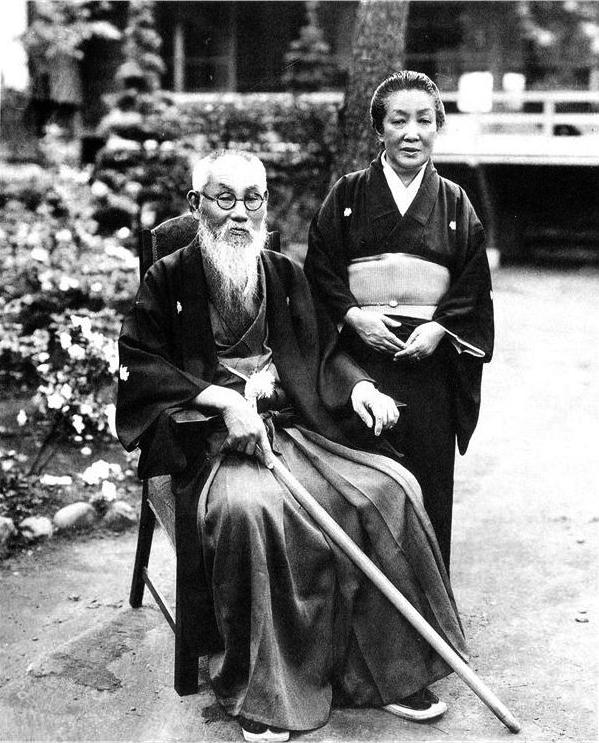
頭山と妻

  - 長男：立助（1891生-1941没[81], 国士舘監事。妻・鶴子は五・一五事件で秀三の弁護を担当した濱地八郎の三女[82]）
  - 次男：泉（日本杖道連盟会長。二代目・頭山家当主[83]）
  - 三男：秀三 天行会会長。五・一五事件に関与、連座。戦後、愛国青年有志会主宰、1952年7月21日に演説会の帰りに国鉄蒲田の踏切事故にて45歳で死去、その後愛国青年有志会の行動隊が、殉国青年隊として独立。(会長　豊田一夫)　妻は徳川夢声の妻の妹。

子孫
- 孫（秀三の子[84]）：頭山統一(『筑前玄洋社』の著者。洗足学園大学講師。1990年に満の墓前で拳銃自殺) 、頭山立国(GANEFO選手団長。三代目・頭山家当主[83])、頭山秀徳（慶應義塾中等部ラグビー部初代主将[85]。伊勢丹役員、森ビル常務・相談役）[86][87]、頭山興助（呉竹会会長）
- 曾孫：頭山晋太郎（1977生 - 興助の長男。第47回衆議院議員総選挙に出馬。元太陽の党職員[88]
- 曾孫：松任谷國子 - 孫・尋子（満の娘・立子の子）の長女。女優[83]。國子の姪（尋子の長男琢司の子）に松任谷玉子[83]。

遠縁
- 黒木瞳 - 曾孫の妻
- 松任谷正隆 - 孫の頭山尋子が嫁いだ松任谷健太郎（農林省官僚）の腹違いの弟、功三郎（旧東京銀行横浜支店長[89]）の息子[83]。

## 関連文献
- 頭山満、由利公正、尾佐竹猛解題『近世社会経済学説大系　第14』誠文堂新光社、1935年
- 東久邇宮稔彦王『私の記録』東方書房、1947年
- 頭山満翁正伝編纂委員会編『頭山満翁正伝（未定稿）』葦書房、1981年
  - 岩波書店から出版予定だったが戦災で中止。編纂委員会責任者は緒方竹虎
- 平井晩村『頭山満と玄洋社物語』葦書房（復刻）、1987年
- 葦津珍彦『大アジア主義と頭山満』葦津事務所（新版）、2007年。旧版・日本教文社
- 大川周明『頭山満と近代日本』春風社、2007年（中島岳志編・解説）
- 松本健一『雲に立つ-頭山満の「場所」』文藝春秋、1996年
- 読売新聞西部本社編『大アジア燃ゆるまなざし 頭山満と玄洋社』海鳥社、2001年
- 井川聡・小林寛『人ありて　頭山満と玄洋社』海鳥社、2003年
- 井川聡『頭山満伝　ただ一人で千万人に抗した男』潮書房光人社、2015年／産経NF文庫、2022年
- 杉森久英『浪人の王者　頭山満』河出文庫（新版）、1984年
- ラルフ・イーザウ『暁の円卓』長崎出版 - 第1巻、目覚めの歳月。第2巻、情熱の歳月

ファンタジー小説の悪役として登場。「アムール会のトーヤマ」と呼ばれ、西洋人や伊藤博文らの側の視点で“背の高い不気味な人物”という描写